# 營養師
營養師是食品和營養醫學的專業醫療人員，幫助人們透過適當的日常飲食組合維持或促進健康。他們也監督、指導食物的準備和供應，發展更好的飲食方法，參與研究，並培養個人和團體良好的營養之飲食習慣。
醫院中營養團膳部門的目標是為病人、親屬和看護者保留、準備和供應美味的、有吸引力的、營養豐富的食物，另外在醫院中營養治療部門，則是利用營養素和食物來和疾病對抗或是利用特殊營養素以及透過營養師的專業來讓重症患者能持續存活、達到良好癒後甚至是撐過醫師所訂定的療程，亦有專業的營養醫學門診依有內外婦兒科等病患的飲食調整需求，達到理想的健康。因此，營養師的角色不可或缺，相當重要。
一名營養師，必須要有準確判讀醫事檢驗報告的能力、熟稔不同食物與食品的性質、具備研討公共衛生的知識、擁有精湛的菜單設計技巧和一定的烹調手法技術與團體膳食管理本領，同時專精膳食療養學、生物化學、生理學、營養學與專業的醫學水準。
值得留意的是，食物營養科學和營養治療學，是兩個不同的專業。

## 香港
營養師主要從事有關食物及營養的諮詢工作，為有需要的人作營養治療，從而改善人的健康及達致預防治療疾病的效果。營養師是完成認可營養師培訓課程及取得認可專業資格的人仕。該等課程一般為大學課程，課程包括臨床營養治療學、飲食治療學、食品科學、人類營養學、生物化學等，課程必須包括臨床實習訓練。營養師的工作範圍十分廣泛，包括公立及私營醫院、社區健康中心、老人院、私人執業、各食品工業及飲食業、教育及科研工作等。
香港並不存在法定的營養師註冊制度，故此香港的營養師大多是從英美澳紐加等地接受營養學訓練，並在當地取得營養師資格的香港居民。所以，在營養師頭銜上大多為註冊營養師（註冊國）。2016年12月，香港政府衞生署推出認可醫療專業註冊計劃，本地首次出現營養師自願註冊制度。在該計劃下，香港認可營養師學院成為指定註冊機構。在該機構註冊的人士，可以使用衞生署認可營養師等稱呼。目前，僅有香港大學專業進修學院和香港理工大學開設營養師培訓課程，均為研究院程度。

## 中國大陸

### 2016年底前施行的舊制度
2005年10月25日，中华人民共和国劳动和社会保障部发布第四批11个新职业。公共营养师作为正式的职业种类和名称进入国家职业大典。2007年1月1日，《公共营养师国家职业标准（试行）》颁布实施。全国各省劳动部门根据本地情况开始相关统一鉴定工作。
中國大陸的公共营养师可以分為四級：
- 四级公共营养师（国家职业资格四级）
- 三级公共营养师（国家职业资格三级）
- 二级公共营养师（国家职业资格二级）
- 一级公共营养师（国家职业资格一级）

四级公共营养师（具备以下条件之一者）：
（1）连续从事本职业工作1年以上。
（2）具有医学或食品专业中专毕业证书。
（3）经四级公共营养师正规培训达规定标准学时数，并取得结业证书。
三级公共营养师（具备以下条件之一者）：
（1）连续从事本职业工作6年以上。
（2）取得四级公共营养师职业资格证书后，连续从事本职业工作4年以上。
（3）取得四级公共营养师职业资格证书后，连续从事本职业工作3年以上，经三级公共营养师正规培训达规定标准学时数，并取得结业证书。
（4）具有医学或食品专业大学专科及以上学历证书。
（5）具有非医学或食品专业大学专科及以上学历证书，连续从事本职业工作1年以上。
（6）具有非医学或食品专业大学专科及以上学历证书，经三级公共营养师正规培训达规定标准学时数，并取得结业证书。
二级公共营养师（具备以下条件之一者）：
（1）连续从事本职业工作13年以上。
（2）取得三级公共营养师职业资格证书后，连续从事本职业工作5年以上。
（3）取得三级公共营养师职业资格证书后，连续从事本职业工作4年以上，经二级公共营养师正规培训达规定标准学时数，并取得结业证书。
（4）具有医学或食品专业大学本科学历证书，取得三级公共营养师职业资格证书后，连续从事本职业工作4年以上。
（5）具有医学或食品专业大学本科学历证书，取得三级公共营养师职业资格证书后，连续从事本职业工作3年以上，经二级公共营养师正规培训达规定标准学时数，并取得结业证书。
（6）具有医学或食品专业硕士研究生及以上学历证书，连续从事本职业工作2年以上。
一级公共营养师（具备以下条件之一者）：
（1）连续从事本职业工作19年以上。
（2）取得二级公共营养师职业资格证书后，连续从事本职业工作4年以上。
（3）取得二级公共营养师职业资格证书后，连续从事本职业工作3年以上，经一级公共营养师正规培训达规定标准学时数，并取得结业证书。
新职业试行期间：
（4）具有医学或食品专业大学本科学历证书，连续从事本职业或相关职业工作13年以上。
（5）具有医学或食品专业硕士、博士研究生学历证书，连续从事本职业或相关职业工作10年以上。
考评办法
1、按规定的时间完成规定学习学时；
2、领取准考证。
3、在指定的时间、地点参加理论考试和技能考试。
4、理论考试、技能考试均达60分以上者，由商业饮食服务业发展中心及全国商务人员职业技能考评委员会颁发营养师证书。
5、有一科达不到60分者，视为不及格，下次重新申报补考。

### 現行制度
中國營養學會設註冊營養師和註冊營養技師（作為註冊營養師的助手）制度，本質上屬於自願註冊，不存在法律規範。
前者需要大學本科修讀營養學相關專業，並完成實習或有一年相關工作經驗，又或是修讀非相關專業，但有五年相關工作經驗。後者則要求至少大專或本科畢業，且有相應實習或工作經驗，又或是擁有相關學歷，現從事相關行業。二者之後需要通過中國營養學會的考試，方得在該學會備案註冊。

## 台灣
營養師是十八類醫事人員中之一類，需通過考選部舉辦之營養師考試，及格並領有營養師證書，才能稱為營養師，營養師國考的平均及格率約為13-15%，相當不容易。

成為營養師後，須加入地方公會，才能向所屬衛生機關申請取得執業執照。

取得執業執照後，須持續進修，依照衛生福利部 醫事人員執業登記及繼續教育辦法 （页面存档备份，存于） ，每 6 年修習120個學分，才能於時間屆滿時，更換執業執照，繼續執業。

由於營養師為取得國家考試及格之醫事人員，故 衛生福利部 建有 醫事查詢系統供民眾對執業之醫事人員資格有疑義或想了解醫事機構之基本設置時，提供查詢使用。

目前除國家賦予之營養師專業證書之外，專業學會或縣市衛生局亦藉由考試(筆試、口試)、實習等方式賦予營養師相關領域之資格：
- 中華民國糖尿病衛教學會 （页面存档备份，存于） 合格衛教人員(Certified Diabetes Educators, CDE)
- 糖尿病共同照護網 醫事人員認證
- 心血管疾病防治網認證 醫事人員認證
- 腎臟專科營養師 證書
- 呼吸治療專科營養師 證書
- 重症專科營養師證書

### 營養師公會
營養師依營養師法加入公會

### 營養師資格
依據營養師法第 1 條：中華民國人民經營養師考試及格，並依本法領有營養師證書者，得充營養師。

### 營養師業務
1. 對個別對象健康狀況之營養評估。
2. 對個別對象營養需求所為之飲食設計及諮詢。
3. 對特定群體營養需求所為之飲食設計及其膳食製備、供應之營養監督。
4. 臨床治療飲食之設計及製備、供應之營養監督。

前項第三款所稱特定群體，係指需自團體膳食設施固定接受膳食之群體，其類別、人數、用膳餐次及營養師設置之相關規定，由中央主管機關定之。
(依據營養師法第 12 條)
營養諮詢、飲食計畫擬定、營養補充建議等涉及個人健康的專業判斷，在台灣是專屬於具備國家營養師證照者的合法業務。因此，一般民眾、各領域教練，或僅有民間認證而無國家營養師資格者，若對他人提供上述專業飲食、營養建議，不僅可能因缺乏完整專業訓練而無法確保建議的適切性與安全性，更已觸犯《營養師法》，將面臨法律重罰。為了民眾的健康安全與避免觸法風險，務必尋求合格營養師的專業服務。
營養師除可服務於各級公私立醫院、食品公司、健康美容中心，符合資格之營養師也可申請成立營養諮詢機構。

申請成立營養諮詢機構，應向所在地直轄市或縣 (市) 主管機關申請核准登記，取得開業執照後設立。

申請成立營養諮詢機構之依據為  營養師法 （页面存档备份，存于） 第17條，申請及管理辦法詳見 營養師法施行細則 （页面存档备份，存于）

### 營養師資格取得
須通過考選部舉辦的「專門職業及技術人員高等考試營養師考試」
考試等級：高考(專技) 

#### 應考資格
- 大專以上之營養相關科系畢業
- 完成實習

營養師節
1999年為台灣第一批營養師出爐的十週年，當時在營養師公會全聯會創會理事長章樂綺的號召下，因數字「222」與國字「餓餓餓」 唸起來同音，又易與營養師聯想在一起且好記，因此訂定2 月 22 日為營養師節。

## 日本
日本的營養師稱為榮養士，受榮養士法規範，為國家資格。需要在榮養士養成設施（大學、短大或專門學校）修畢指定學分，方得向地方都道府縣申請榮養士執照。

## 韓國
在韓國，要成為營養師，必須要在四年制大學的相關學科畢業，修畢指定學分，並完成實習，方得報考國家考試，通過後便可以申請營養師執照。

## 英國
在英國，申請人必須先擁有認可的營養學學士或學士後學歷，方得向健康照護專業委員會註冊為營養師。

## 美國
要成為營養師，主要是大學本科畢業後，完成營養學教育認證委員會認可的DPD課程及實習，或是完成CP課程，又或者完成該委員會認可的研究院程度課程，當中包括至少1000小時實操課程。然後通過考試，再向營養學專業註冊委員會註冊。

## 法國
要成為營養師，有關人士必須入讀高級營養學技術員證書課程或生物工程學（營養學方向）的大學技術文憑課程，完成後需要在一群教師和營養師前宣誓，方得就任。

## 德國
要成為營養師，必須先完成三年制訓練課程，並通過口試、筆試及實習試，方得向所屬邦的相應部門申請營養師許可。

## 新西蘭
要成為營養師，需要擁有新西蘭營養師管理局認可的營養學碩士學位，並向該局註冊。

## 澳洲
要成為營養師，需要擁有澳洲營養師協會認可的學士或碩士學位，並向該會註冊。

## 其他地方的營養師資格
- 加拿大的營養師註冊由省級機構負責。[6]
- 南非的營養師註冊由南非健康專業委員會負責。[7]